# Vespertine Live at Royal Opera House
Vespertine Live at Royal Opera House är en livevideo av Björk, inspelad vid Royal Opera House i London den 16 december 2001. Den gavs ut av One Little Indian Records på dvd i november 2002. 
Precis som titeln antyder är videon inspelad under turnén för albumet Vespertine, närmare bestämt en av turnéns sista shower. Första halvan av framträdandet består av låtar från Vespertine medan andra halvan även omfattar tidigare material. Anmärkningsvärt är att Björk med denna konsert var en av de första nutida popartister att gästa den historiska scenen i Royal Opera House. Konserten gästas bland annat av Zeena Parkins på harpa samt en sångkör från Grönland som handplockades av Björk för denna turné. Totalt spelades 19 låtar vid konserten.
Dvd:n innehåller även en 40-minutersdokumentär, Touring Vespertine, där Ragga Gestsdóttir filmat olika platser under Vespertine-turnén. Denna dokumentär kan ses som en tidig version av 2003 års Minuscule.

## Låtlista
Live at Royal Opera House
1. "Frosti" (1:23)
2. "Overture" (3:35)
3. "All Is Full of Love" (4:03)
4. "Aurora" (3:52)
5. "Undo" (5:54)
6. "Generous Palmstroke" (4:21)
7. "An Echo, a Stain" (4:18)
8. "Hidden Place" (5:50)
9. "Cocoon" (4:43)
10. "Unison" (6:44)
11. "Harm of Will" (4:22)
12. "It's Not Up to You" (5:22)
13. "Pagan Poetry" (5:27)
14. "Possibly Maybe" (6:00)
15. "Isobel" (6:13)
16. "Hyperballad" (4:59)
17. "Human Behaviour" (4:28)
18. "Jóga" (6:36)
19. "It's in Our Hands" (5:58)

Extramaterial
1. Dokumentär (41:10) - Touring Vespertine: Programming, Playing, Singing

## Medverkande
- Björk - sång
- Zeena Parkins - harpa
- Matmos (M. C. Schmidt & Drew Daniel) - elektroniska instrument
- Simon Lee - dirigent
- The Greenlandic Choir (Ida Heinrich, Naya Fleischer, Dorthea Ignatiussen, Maannguaq Dalager, Nuka Amossen, Pilu Noahsen, Najaraaq Møller, Nina Jørgensen, Arnannguaq Eldevig, Malene Andersen, Regine Bech, Petrine Karolussen) - kör